# 恆星誕生線
恆星誕生線是在赫羅圖上預測成為原恆星時，最初的質量－半徑線。在這個階段之前的原恆星仍被深埋在氣體和塵土的雲氣內，因此僅是輻射出紅外線的區域。當演化作用成稀薄的包層時，恆星成為可以看見的前主序帶天體，才能在赫羅圖上佔有一席之地。那些恆星初現位置的集合就稱為恆星誕生線。
它完全都在主序帶的右側。
這個名詞是在1983年由史蒂芬W. 史塔勒首先提出並介紹的。 
恆星誕生線的位置與恆星結構、吸積率、和幾何形狀有關。這意味著，恆星誕生線的位置不能明確的界定，因此在上下文的關聯上，我們甚至可以稱之為恆星誕生帶。